# Після мене
«Після мене» («De son vivant») — французький кінофільм 2021 року, знятий режисером Еммануель Берко, з Катрін Денев і Бенуа Мажимелем у головних ролях.

## Сюжет
Бенжамен — викладач акторської майстерності. Він готує своїх учнів до вступу до консерваторії, коли зненацька йому ставлять страшний діагноз. Тепер Бенжамен і його мати чекає непередбачувана подорож до прийняття того, що відбувається, в якому важливою опорою для них стають лікар і його асистентка. На чотири сезони чотири життя тісно переплітаються у симфонії спільних емоцій та відкриттів.

## У ролях
- Катрін Денев — Крістал Болтанскі
- Бенуа Мажимель — Бенжамен
- Сесіль де Франс — Южені
- Габріель Сара — лікар Едд
- Оскар Морган — Леандр
- Лю Лампрос — Лола
- Мелісса Джордж — Анна
- Ольга Муак — Гледіс
- Бабетіда Саджо — медсестра
- Клеман Дюколь — Вільям
- Жерар Годрон — Марсель
- Марк Фово — молодой нотаріус
- Ізабелла Майя — медсестра
- Марюшка Жюрі — медсестра
- Жюлі Арноль — лікар
- Нада Сара — жінка лікаря Едда
- Марі Кюруа — молода мати
- Ломан де Дітріх — епізод
- Батіст Карріон-Вайс — епізод

## Знімальна група
- Режисер — Еммануель Берко
- Сценаристи — Еммануель Берко, Марсія Романо
- Оператор — Ів Кап
- Композитор — Ерік Невьо
- Художник — Лоран Отт
- Продюсери — Дені Піно-Валансьєн, Франсуа Краус
- Кастинг-директори — Антуанетта Була, Жюлі Алліон